# Авианосное авиационное крыло
Авианосное авиационное крыло (англ. Carrier air wing) — тактическое соединение Авиации ВМС США, приписанная к авианосцу и базирующаяся непосредственно на нем или на береговом аэродроме базирования ВМС. ААК включает в себя авиаэскадрильи (АЭ) ВМС различного назначения (истребительные, штурмовые, ДРЛО, РЭБ, транспортные и т. д.), количество и соотношение которых в составе авиакрыла зависит как от поставленных крылу боевых и учебных задач на конкретном ТВД, так и от возможностей авианесущего корабля.
Для обозначения авианосных авиационных крыльев ВМС США до 1963 года использовали официальный термин «воздушная группа авианосца» (англ. carrier air group), которая представляла собой единую структурную часть боевой группы авианосца. На данный момент крылья палубной авиации ВМС США являются отдельными частями авиации ВМС и носят одинаковое наименование с авиакрылом ВВС США («авиационное крыло» (Air Wing) или «авианосное авиационное крыло» (Carrier Air Wing)).
В ВМС США на данный момент развернуты и находятся в боевой готовности 10 авианосных авиационных крыльев палубного базирования, четыре из которых расквартированы на Атлантическом побережье (военный аэродром ВМС США Океана, Вирджиния) и шесть — в Тихом океане (пять ААК на военном аэродроме ВМС Лемур (Калифорния) и один ААК на аэродроме ВМС США Ацуги (Япония)).
В зависимости от степени боевой готовности того или иного авианосного флагмана (боевое дежурство в океане, пополнение запасов в порту приписки, ремонт или перегрузка активных зон реакторной установки) авианосных авиационных крыльев ВМС США могут передаваться с одного авианосца на другой. Современное авианосное авиационное крыло имеет около 2500 военнослужащих и 60—65 машин, сведенных в 7—8 эскадрилий различного назначения.
До начала 1960-х гг. отдельные авиаэскадрильи ВМС США носили название авианосных авиагрупп (Carrier Air Groups/CAGs). С точки зрения ОШС авиакрыльев ВВС США, ААК ВМС представляют собой, скорее, т. н. «сводные авиакрылья», конкретная ОШС каждого зависит от выполняемых авиакрылом в данный момент задач боевой службы (БС) в составе конкретной АУГ на определенном ей ТВД и списком включенных в его палубный состав эскадрильи. ВМС США также имеет в своей структуре т. н. отдельные учебные авиакрылья (в том числе, учебно-боевое штурмовое авианосное авиакрыло и т. п.). Авианосные авиационные крылья имеют как авианесущие корабли, так и наземные (военные аэродромы) приписки. На 2021 год в ВМС США имелось 10 авианосных авиационных крыльев постоянной боевой готовности (включая 1 резервное авиакрыло), распределенных между двумя наземными аэродромами базирования Восточного и Западного побережья США:
- 4 ААК ВМС США на территории ВМС «Океана» (Вирджиния)
- 5 ААК ВМС США на территории ВМС «Лемур» (Калифорния)

и одним передовым аэродромом базирования ВМС на Тихоокеанском ТВД
- 1 ААК ВМС США на территории ВМС «Ацуги» (Окинава, Япония)

Кроме того, ВМС использует следующие аэродромы базирования для своей авиации:
- Авиабаза «Уидби-Айленд» (Вашингтон)
- Авиабаза «Пойнт-Мугу», «Норт-Айленд», «Мирамар» (Калифорния)
- Авиабаза «Джексонвилл» (Флорида)
- Авиабаза «Бофор» (Южная Каролина)
- Авиабаза «Черри-Поинт» (Северная Каролина)
- Авиабаза «Норфолк» (Вирджиния).

Авианосное авиационное крыло насчитывает в среднем до 2500 чел. летного и технического состава и 60—65 ЛА.

## История формирования первых ААК ВМС США
Первые ААК ВМС США («палубные авиагруппы ВМС» (Carrier Air Groups) в терминах 1930-х гг.) были сформированы в 1937 г. Командир авиагруппы ВМС являлся одним из заместителей командира авианесущего корабля, одновременно являясь командиром ударной (авиационной) БЧ корабля.
До 1942 г. авиагруппы и подчиненные им авиаэскадрильи (АЭ) ВМС имели идентификационный номер, идентичный с идентификационным номером корпуса авианесущего корабля приписки. То есть, все АЭ палубной авиагруппы № 6 ВМС авианосца № 6 «Энтерпрайз» имели порядковые номера вида АЭ ПВО (VF) № 6, АЭ ИБА (VB) № 6 и т. п. К 1942 г. командованием авиации ВМС США было принято решение отменить такой принцип нумерования авиачастей ВМС США в связи с большой ротацией авиакрыльев морской авиации между группировками ВМС и оперативными районами в зависимости от задач, выполняемых тем или иным соединением ВМС на ТВД. В дальнейшем каждая авиагруппа ВМС сохраняла присвоенный ей порядковый номер (цифровой шифр) вне зависимости от нумерации авианесущего корабля приписки.
В 1945 г. специалисты командования ВМС разработали систему цветовой шифрации для ЛА ВМС США, заключавшейся в геометрических символах, изображаемых на хвостовом оперении ЛА каждой авиагруппы ВМС. Система сразу показала серьезные недостатки, связанные с тем, что геометрические символы плохо различались с больших расстояний в воздухе и имели мало вариантов для обозначения всех авиагрупп и авианесущих кораблей приписки. В связи с этим во второй половине 1945 г. была введена система алфавитно-цифровой идентификации авианосца приписки на хвостовом оперении ЛА каждой из палубных авиагрупп.
На 1945 г. в ВМС США имелись следующие алфавитные обозначения палубных авиагрупп авианосцев:
- Авиагруппа авианосца № 3 «Саратога»: CC
- Авиагруппа авианосца № 6 «Энтерпрайз»: M
- Авиагруппа авианосца № 10 «Йорктаун»: RR
- Авиагруппа авианосца № 12 «Хорнет»: S
- Авиагруппа авианосца № 14 «Тикондерога»: V
- Авиагруппа авианосца № 15 «Рэндольф»: L
- Авиагруппа авианосца № 16 «Лексингтон»: H
- Авиагруппа авианосца № 18 «Уосп»: X
- Авиагруппа авианосца № 19 «Гэнкок»: U
- Авиагруппа авианосца № 20 «Беннингтон»: TT
- Авиагруппа авианосца № 26 «Монтерей»: C
- Авиагруппа авианосца № 38 «Шангри-Ла»: Z[5]

Однобуквенная система хвостовых шифров для палубных авиагрупп ВМС США просуществовала до 1957 г. В 1946 г. все имеющиеся буквенные шифры ВМС были переприсвоены несущим их авиакрыльям (то есть, килевые обозначения ЛА более не менялись при смене авианосца приписки или временного хранения ЛА на наземных аэродромах ВМС).

## ОШС палубных авиагрупп ВМС США периода войны с Японией
На 1941 г. ОШС палубной авиагруппы (авиакрыла) на основных для периода 1930-х гг. авианесущих кораблей ВМС США типа «Йорктаун» включала в себя до 72 ед. ЛА различных типов, сведенных в специализированные авиационные эскадрильи (АЭ) в том числе:
- 1 авиаэскадрилья ПВО группировки (VF) (18 ед. поршневых истребителей «Уалдкэт» F4F)
- 1 авиаэскадрилья пикирующих бомбардировщиков (VB) (18 ед. палубных бомбардировщиков «Донтлесс» SBD)
- 1 авиаэскадрилья морских разведчиков (VS) (18 ед. дальних разведчиков «Донтлесс» SBD)
- 1 авиаэскадрилья бомбардировщиков-торпедоносцев (VT) (18 ед. палубных бомбардировщиков «Дэвастейтор» или «Эвенджер» модификаций TBF/TBM)

В результате боев на Тихоокеанском ТВД в начальный период боевых действий командование ВМС США приняло решение об изменении базовой ОШС палубных авиагрупп ВМС. В 1943 г. из состава авиагрупп была выведена АЭ морских разведчиков, которые были заменены дополнительной АЭ ПВО группировки. Основные авианосец ВМС США 1940-х гг. типа «Эссекс» несли 2 АЭ ПВО (до 36 ед. поршневых истребителей-перехватчиков), 2 АЭ пикирующих бомбардировщиков или палубных штурмовиков (до 36 ед. ЛА) и 1 АЭ бомбардировщиков-торпедоносцев (до 18 ед. ЛА).
К 1945 г. ОШС авиагруппы ВМС США на авианосец типа «Эссекс» включала в себя до 100 ед. ЛА различных типов, в том числе:
- 1 авиаэскадрилья ПВО группировки (18 ед. поршневых истребителей «Хеллкэт» F6F)
- 4 АЭ палубных штурмовиков «Корсар» F4U
- 1 авиаэскадрилья бомбардировщиков-торпедоносцев (12 ед. палубных бомбардировщиков «Эвенджер» модификации TBM)[8]

## ОШС палубных авиагрупп ВМС США 1950-х гг
В 1950-х гг. шло активное перевооружение авиации ВМС США на реактивные типы самолетов палубного базирования. Палубные авиагруппы ВМС США времен войны в Корее (1950—1954 гг.)
в своем составе до 4 АЭ ПВО оперативного района группировки (до 58 ед. реактивных истребителей-перехватчиков) и 1 АЭ палубных штурмовиков (до 14 ед. ЛА).
- 2-3 АЭ ПВО (реактивные истребители-перехватчики «Пантера» F9F)
- 1-2 АЭ поршневых штурмовиков «Корсар» F4U
- 1-2 АЭ поршневых штурмовиков «Скайрейдер» А-1

В конце 1950-х гг. в связи с развитием новых видов вооружений (тактического ядерного и управляемого ракетного оружия) и новой доктриной применения ВМС в условиях ядерного конфликта в состав палубных авиагрупп ВМС стали включаться специализированные АЭ новых видов ЛА, в том числе: АЭ носителей тактического ядерного оружия (VAH), АЭ видовой фоторазведки (VAP/VFP, RVAH), АЭ ДРЛО (VAW), АЭ всепогодных штурмовиков (VA), АЭ многоцелевых истребителей-бомбардировщиков (VF), АЭ РЭБ (VAQ) и вертолетные АЭ ПЛО и ПСС (HC и HS).

## ОШС ААК ВМС США в период 1960-х — 1970-х гг
В конце 1963 г. палубные авиагруппы ВМС США были переименованы в авианосные авиакрылья (Carrier Air Wings). Учебные авиакрылья ВМС получили обозначение Combat Readiness Air Wings/RCVW.
После перевооружения авиагрупп ВМС США на сверхзвуковые реактивные ЛА второго поколения «Крестоносец» F-8 и «Фантом» F-4 ОШС стандартной авиагруппы ВМС США стала включать в себя до 70 ед. ЛА палубной реактивной авиации (в том числе 2 АЭ ПВО, 3 АЭ ИБА и специализированные АЭ ДРЛО, РЭБ и др.).
Стандартная ОШС ААК ВМС США 1965 г. на борту авианосец типа «Мидуэй» включала в себя:
- 2 авиаэскадрильи ПВО группировки (VF) (реактивные истребители-перехватчики «Крусейдер» F-8 или «Фантом» F-4)
- 2 авиаэскадрильи палубных штурмовиков (VA) (реактивные штурмовики «Скайхок» А-4)
- 1 вспомогательная авиаэскадрилья палубных штурмовиков (поршневые штурмовики «Скайрейдер» А-1 или реактивные штурмовики «Интрудер» А-6)
- 1 авиаэскадрилья носителей тактического ядерного оружия (VAH) (сверхзвуковые реактивные бомбардировщики «Скайуорриор» А-3 или «Виджилант» А-5)
- 1 авиаэскадрилья видовой фоторазведки (VFP) (реактивные разведчики «Крусейдер» RF-8)

или
- 1 авиаэскадрилья разведчиков-бомбардировщиков (RVAH) (сверхзвуковые разведчики-бомбардировщики «Виджилант» А-5)
- 1 авиаэскадрилья ДРЛО (VAW) (2—3 ед. самолетов ДРЛО ВМС первого поколения «Трейсер» Е-1)

Дополнительно до 1974 г. в списочном составе авиации ВМС США имелись также специализированные авиакрылья ПЛО (Carrier Anti-Submarine Air Groups/CVSG) базировавшиеся на более старых авианосец типа «Эссекс» до их вывода из состава ВМС. ААК ПЛО имел в своем составе до двух самолетных АЭ ПЛО, одну вертолетную АЭ ПЛО, звено самолетов ДРЛО и звено истребителей ПВО (по два ЛА на звено).

### ОШС ААК ВМС США в период войны во Вьетнаме

#### Многоцелевое ААК ВМС США в период войны во Вьетнаме
К концу войны во Вьетнаме стандартная ОШС ААК ВМС, принимавшего участие в поддержке действий частей Сухопутных войск США на территории Республики Вьетнам и выполнявшего боевые вылеты над территорией Демократической Республики Вьетнам включала в себя до 90 реактивных сверхзвуковых ЛА, в том числе:
- 2 авиаэскадрильи ПВО группировки (реактивные истребители-перехватчики «Фантом» F-4 («Крусейдер» F-8 на более старых авианосец типа «Эссекс»))
- 2 авиаэскадрильи легких штурмовиков (реактивные штурмовики «Скайхок» А-4 или «Корсар» А-7)
- 1 авиаэскадрилья всепогодных истребителей-бомбардировщиков (реактивные истребители-бомбардировщики «Интрудер» А-6)
- 1 авиаэскадрилья РЭБ (самолеты РЭБ «Скайуорриор» EKA-3B или «Проулер» EA-6B)
- 1 авиаэскадрилья ДРЛО (3-4 ед. самолетов ДРЛО ВМС второго поколения «Хокай» Е-2)
- 1 авиаэскадрилья разведчиков-бомбардировщиков (на авианосец типа «Форрестол») (3-6 ед. разведчиков-бомбардировщиков «Виджилант» А-5)
- 1 авиаэскадрилья видовой фоторазведки (на старых авианосец типа «Эссекс») (реактивные разведчики «Крусейдер» RF-8)
- 1 вертолетная АЭ ПЛО (поисковые вертолеты ВМС «Си-Кинг» SH-3 или «Си-Спрайт» SH-2)

#### Специализированный авиакрыло ПЛО 1960-х — 1970-х гг.
Специализированный авиакрыло ПЛО 1960-х — 1970-х гг. (anti-submarine air group/CVSG) на малых авианосец ПЛО (CVS), переоборудованных из авианосец типа «Эссекс» включал в себя до пяти АЭ ВМС следующего состава:
- 2 авиаэскадрильи самолетов ПЛО (VS) на палубных самолетах ПЛО «Трэкер» S-2
- 1 авиаэскадрилья вертолетов ПЛО (HS) на вертолетах «Си-Кинг» SH-3
- 1 авиаэскадрилья ДРЛО на самолетах ДРЛО ВМС первого поколения «Трэйсер» Е-1
- 1 звено штурмовой авиации ВМС или КМП США (до 4 ед. реактивных палубных штурмовиков «Скайхок» А-4)

В период сокращения численности ВМС США в результате сворачивания боевых действий во Вьетнаме (с 1969 по 1977 гг.) некоторое количество ААК ВМС было выведено из списочного состава ВМС, в том числе: 10-е авианосное авиационное крыло ВМС (1969 г.), 12-й и 4-й УБАП ВМС, 16-е авианосное авиационное крыло ВМС был расформирован в 1975 г., а 19-е авианосное авиационное крыло ВМС — в 1977 г.
До реформы ОШС ААК ВМС США в 1983 г., штатная категория командира ААК ВМС (CAG) соответствовала чину капитана 2-го ранга (U.S. Navy Сommander). По практике ВМС США 1970-х гг. офицеры-летчики ВМС США могли получить чин капитана первого ранга (U.S. Navy Captain) после окончания срока командования ААК ВМС и службы в качестве командира корабля первого ранга (крейсера или эсминца УРО), после чего обычно они могли быть назначены командирами авианесущего корабля. В 1983 г. решением министра ВМС США было установлено, что командир авианесущего корабля и командир ААК ВМС (в чине капитана первого ранга (U.S. Navy Captain) являются равноправными заместителями флагманского командующего АУГ в чине младшего контр-адмирала.

### ОШС ААК ВМС США периода 1980-х гг
В конце 1970-х гг. США вели перевооружение частей и соединений авиации ВМС на новое поколение техники. Основные авианосец 1940—1950-х гг. (типов «Мидуэй», «Эссекс» и «Форрестол») заменялись авианосец нового поколения: серией суперавианосцев типа «Китти-Хок» (улучшенный «Форрестол») и серией АВМА типа «Нимиц» (№ 68 «Нимиц» — 1975 г., № 69 «Эйзенхауэр» — 1977 г., № 70 «Винсон» — 1982 г., № 71 «Рузвельт» — 1986 г., № 72 «Линкольн» — 1989 г.).
Одновременно с заступлением на боевое дежурство авианосец новых типов авиация ВМС США вела перевооружение на палубные самолеты третьего и четвертого поколения: «Томкэт» F-14 (вместо «Фантом» F-4 в качестве перехватчиков ПВО группировки) и «Хорнет» F/A-18 (вместо истребителей-бомбардировщиков «Скайхок» А-4 и «Корсар» А-7). Парк истребителей-бомбардировщиков «Интрудер» А-6 проходил переоборудование в самолеты РЭБ «Проулер» EA-6B и летающие танкеры KA-6D.
Также из состава морской авиации активно выводились носители стратегического ядерного оружия «Скайуорриор» A-3, которые заменялись в составе авиакрылоов самолетами РЭБ «Проулер» EA-6B　и самолетами ПЛО «Викинг» S-3. Часть парка самолетов «Скайуорриор» A-3 продолжала эксплуатироваться в качестве летающих танкеров.
Стандартная ОШС ААК ВМС США 1980-х гг. включала в себя:
- 2 авиаэскадрильи ПВО группировки (VF) (12 ед. сверхзвуковых истребителей-перехватчиков «Фантом» F-4 или «Томкэт» F-14)

или
- 2 авиаэскадрильи ИБА (VFA) (12 ед. истребителей-бомбардировщиков  «Хорнет» F/A-18)

Эти АЭ могли носить частичное подчинение КМП США (VMFA)
- 2 авиаэскадрильи штурмовой авиации (VFA) (12 ед. палубных штурмовиков «Корсар» А-7 или истребителей-бомбардировщиков «Хорнет» F/A-18)
- 1 авиаэскадрилья всепогодных штурмовиков (VA) (6-8 ед. истребителей-бомбардировщиков «Интрудер» А-6 и 4 дозаправщика KA-6D). 
Также могли носить подчинение КМП США ((VMA (AW)))
- 1 авиаэскадрилья ДРЛО (3—4 ед. самолетов ДРЛО «Хокай» Е-2)
- 1 авиаэскадрилья РЭБ (4 самолета РЭБ «Проулер» EA-6B)
- 1 авиаэскадрилья ПЛО (10 ед. реактивных самолетов ПЛО «Викинг» S-3)
- 1 вертолетная АЭ ПЛО (6 вертолетов ПЛО «Си-Кинг» SH-3)

кроме того
- 1 звено самолетов радиоэлектронной разведки (РЭР) (VQ) EA-3B ELINT из состава отдельной эскадрильи РЭР оперативного флота ВМС США
- 1 звено самолетов видовой фоторазведки (VFP) «Крусейдер» RF-8G (или «Фантом» RF-4) из состава отдельной разведывательной эскадрильи оперативного флота ВМС США
  - В зависимости от состава ААК функции видовой разведки могли частично передаваться АЭ сверхзвуковых перехватчиков «Томкэт» F-14 
(с установкой разведывательных фотоконтейнеров системы en:TARPS)

В 1984 г. в составе авиации ВМС был дополнительно сформирован 13-е авианосное авиационное крыло ВМС (до второй половины 1989 г. был приписан к авианосец № 43 «Корал-Си» (типа «Мидуэй»)). Также в период 1986—1988 гг. в составе ВМС США был временно восстановлен 10-е авианосное авиационное крыло ВМС

### ОШС ААК ВМС США периода 1990—2000-х гг
Максимальная концентрация сил авиации ВМС США со времен Второй мировой войны наблюдалась при проведении в 1991 г. операции ВС США «Буря в пустыне» по освобождению Кувейта от вторжения иракских войск. К началу 1990-х гг. из строя ВМС США было выведено большинство устаревших авианосец типов «Мидуэй», «Эссекс», и на постоянное боевое дежурство заступили 10 АВМА (типа «Нимиц»), в том числе 5 корпусов (№ 68-72) до 1991 г. и 5 корпусов (№ 73-78) с 1992 по 2009 г. (№ 73 «Вашингтон» — 1992 г., № 74 «Стеннис»- 1995 г., № 75 «Трумэн» — 1998 г., № 76 «Рейган» — 2003 г., № 77 «Буш» — 2009 г.).
Одновременно со заступлением на боевое дежурство новых авианосец единого типа с ядерной ГЭУ велось дальнейшее перевооружение авиации ВМС, начатое в 1980-х гг. Из состава авиакрыльев ВМС США были выведены все истребители-перехватчики ПВО «Фантом» F-4, а парк палубных истребителей-бомбардировщиков «Корсар» А-7 был в значительной степени заменен современными модификациями многоцелевого палубного истребителя «Хорнет» F/A-18.
Стандартная ОШС ААК ВМС США 1990-х гг. включала в себя до 9 АЭ ВМС США различного назначения:
- 2 авиаэскадрильи ПВО группировки (VF)
 (10-12 ед. сверхзвуковых палубных истребителей-перехватчиков «Томкэт» F-14, 
частично оборудованных подвесными фотоконтейнерами видовой разведки типа en:TARPS

или
- 2 авиаэскадрильи ИБА (VFA) (12 ед. многоцелевых палубных истребителей «Хорнет» F/A-18)
- 1 авиаэскадрилья штурмовой авиации (VA) (10 ед. всепогодных палубных штурмовиков «Интрудер» А-6Е, включая 4 дозаправщика KA-6D)
- 1 авиаэскадрилья ДРЛО (VAW) (4-6 ед. палубных самолетов ДРЛО «Хокай» E-2C)
- 1 авиаэскадрилья РЭБ (VAQ) (4-6 ед. палубных самолетов РЭБ «Проулер» EA-6B)
- 1 авиаэскадрилья ПЛО (VS) (8 ед. реактивных палубных самолетов «Викинг» S-3A)
- 1 авиаэскадрилья вертолетов ПЛО ВМС (HS) (6 ед. вертолетов ПЛО "Си-Кинг"SH-3H)
 (или 4 ед. вертолетов ПЛО «Сихок» модификации SH-60F, либо 3 ед. вертолетов ПЛО «Сихок» модификации HH-60H, в зависимости от поставленных задач)

кроме того
- звено палубных самолетов РЭР «Тень» ES-3A из состава разведывательной АЭ (VQ) оперативного флота
- звено палубных самолетов ВТА «Грейхаунд» C-2A

### Бюджетный секвестр и сокращение списочного состава ААК ВМС США в 1990-х гг.
До 1995 г. из состава ААК ВМС постоянной боевой готовности выводились в резерв авиации ВМС определенные серии и целых типы палубных ЛА, активно использовавшихся ВМС США с 1960-х гг., в том числе: палубные самолеты-разведчики «Крусейдер» RF-8G, самолеты РЭР «Тень» ES-3A, дозаправщики KA-6D первых серий и полностью весь парк палубных истребителей-бомбардировщиков «Корсар» А-7Е и «Интрудер» А-6Е.
Причины вывода в резерв столь значительного парка палубных ЛА в резерв заключались как в естественном обновлении парка морской авиации США (при замене палубных истребителей-бомбардировщиков «Корсар» А-7Е многоцелевыми истребителями-бомбардировщиками «Хорнет» F/A-18), так и значительным сокращением ассигнований министерства ВМС США на перевооружение авиации после снижения уровня противостояния с ВМФ СССР. Кроме вывода в резерв определенных типов ЛА, одновременно велось сокращение численности ЛА в ААК первой линии (в первую очередь это коснулось АЭ ПВО группировок с сокращением числа крайне дорогостоящих в обслуживании истребителей-перехватчиков «Томкэт» F-14). Кроме всех этих мер, из состава ВМС США в 1991—1995 гг. были выведены три ААК ВМС первой линии: 13-й, 6-й и 15-й ААК ВМС, а также 30-е авианосное авиационное крыло резерва ВМС США.

## Организационная структура командования авиакрыльев ВМС США
Личный состав ААК ВМС США насчитывает до двадцати офицеров-летчиков и до двух тысяч чел. личного и технического состава — матросов и старшин срочной службы.
Командиром авиакрыла (в терминах ВМС США — командир авиагруппы (Commander, Air Group/CAG)) в чине капитана первого ранга (U.S. Navy Captain) или полковника Корпуса морской пехоты США (USMC Colonel)).
При необходимости командир ААК ВМС может быть назначен из числа офицеров авиации КМП США, но число командиров из числа офицеров КМП США ограничено максимум двумя ААК (из десяти находящихся на боевом дежурстве). Должности заместителей командиров ААК ВМС (в терминах ВМС США Deputy Commander, Air Group (DCAG)) также могут по необходимости замещаться офицерами из числа офицеров авиации КМП США.
В командный состав ААК ВМС входят:
- НШ крыла (Operations Officer) в чине капитана второго (U.S. Navy Commander) или третьего (U.S. Navy Lieutenant Commander) ранга
- офицеры штаба авиакрыла:
  - командиры БЧ (Warfare Specialists)
  - офицеры группы управления воздушным движением
  - начальник разведки авиакрыла
  - начальник тыла авиакрыла
  - начальники технических служб
  - офицеры управления эскадрилий (начальники разведки эскадрилий и т. п.)

Командир ААК ВМС вместе с командиром АВМА, командирами дивизионов УРО и ПЛ входит в состав объединенного командования группировки и напрямую подчиняется командиру соединения (старшему офицеру ВМС США в ранге младшего контр-адмирала (RDML) со штабом).
Командир ААК ВМС на борту АВМА является командиром ударной БЧ соединения, имеющим право на принятие решений на боевое применение всех видов ударного оружия группировки, в том числе и КРМБ. Командир ААК ВМС должен иметь допуск к полетам, как минимум, на двух типах летательных аппаратов, состоящих на вооружении крыла.

## Силы и средства ААК ВМС США
Конкретный состав используемых сил и средств ААК ВМС зависит от ОШС конкретного крыла, его места дислокации и задач, выполняемых авианосным соединением, к которому приписан данное авиакрыло.
Базовая ОШС ААК включает в себя
- две эскадрильи ПВО палубного базирования (на вооружении 28 многоцелевых истребителей-перехватчиков типа F/A-18E/F «Супер Хорнет»)
- две эскадрильи ИБА палубного базирования (на вооружении 28 истребителей-бомбардировщиков типа F/A-18C Хорнет), из них одна АЭ ИБА КМП США
- эскадрилью РЭБ палубного базирования (на вооружении 4-6 самолетов РЭБ типа EA-6B «Проулер» или EA-18G "Гроулер"s)
- эскадрилью ДРЛО палубного базирования (на вооружении 4-6 самолетов ДРЛО типа E-2C «Хокай»)
- эскадрилью ВТА палубного базирования (на вооружении 2 самолета транспортной авиации типа C-2 «Грейхаунд»)
- эскадрилью вертолетов ПЛО (на вооружении 6-8 вертолетов ПЛО типа SH-60F & HH-60H «Сихок» или 5-6 ударных вертолетов морского базирования типа MH-60S "Сихок")
- эскадрилью ударных вертолетов (на вооружении 5 вертолетов типа MH-60R «Сихок»)

## Краткий список ААК ВМС США, находящихся в боевой готовности
С 1963 г. на хвосте самолета наносится двухбуквенный шифр принадлежности к определенному ААК ВМС США .
Самолеты ААК ВМС, приписанных к авиабазам Атлантического побережья, имеют обозначения, начинающиеся с буквы А (машины 1-го ААК ВМС США, базирующегося в Вирджиния несут шифр AB), приписанные к авиабазам Тихоокеанского побережья — аббревиатуры, начинающиеся с буквы N (NE, NG и т. д.).
- Проход палубных перехватчиков Grumman F-14 Tomcat 8-го ААК над ВПП «Океана» перед снятием машин этого типа с вооружения ВМС США
- Парный отрыв двух многоцелевых истребителей-бомбардировщиков F/A-18E/F «Супер-Хорнет» 5-го ААК ВМС от ВПП ВМС США «Ацуги» (Япония)

## Атлантический флот ВМС США
Дислокация ААК ВМС Атлантического флота США на конец 2012 г.
| Авиакрыло                                    | Эмблема | Буквенный код | Авианосец приписки   | Порт базирования | Авиабаза приписки    |
| -------------------------------------------- | ------- | ------------- | -------------------- | ---------------- | -------------------- |
| 1-е авианосное авиационное крыло (с 2013 г.) |         | AB            | № 71 «Рузвельт»      | п. Норфолк       | «Океана»             |
| 2-е авианосное авиационное крыло             |         | NE            | № 72 («Линкольн»)    | п. Норфолк       | «Лемур» (Калифорния) |
| 3-е авианосное авиационное крыло             |         | AC            | № 75 («Трумэн»)      | п. Норфолк       | «Океана»             |
| 7-е авианосное авиационное крыло             |         | AG            | № 69 («Эйзенхауэр»)  | п. Норфолк       | «Океана»             |
| 8-е авианосное авиационное крыло             |         | AJ            | № 77 («Буш-старший») | п. Норфолк       | «Океана»             |

## Тихоокеанский флот ВМС США
Дислокация ААК ВМС Тихоокеанского флота США на конец 2012 г.
| Авиакрыло                         | Эмблема | Буквенный код | Авианосец приписки | Порт базирования | Авиабаза приписки |
| --------------------------------- | ------- | ------------- | ------------------ | ---------------- | ----------------- |
| 5-е авианосное авиационное крыло  |         | NF            | № 76 («Рейган»)    | п. Йокосука      | «Ацуги» (Япония)  |
| 9-е авианосное авиационное крыло  |         | NG            | № 74 («Стеннис»)   | п. Китсэп        | «Лемур»           |
| 11-е авианосное авиационное крыло |         | NH            | № 68 («Нимиц»)     | п. Сан-Диего     | «Лемур»           |
| 17-е авианосное авиационное крыло |         | NA            | № 70 («Винсон»)    | п. Сан-Диего     | «Лемур»           |

## Учебные части авиации ВМС США
На конец 2012 г. части резерва ВМС располагали одним ААК, дислоцированным на военном аэродроме ВМС «Форт-Уорт» (ш. Техас)
| Авиакрыло                              | Эмблема | Буквенный код | Авианосец приписки | Порт базирования | Авиабаза приписки      |
| -------------------------------------- | ------- | ------------- | ------------------ | ---------------- | ---------------------- |
| Резервное авианосное авиационное крыло |         | AF            | Резерв ВМС         | Нет              | «Форт-Уорт» (ш. Техас) |